# 玉越直人
玉越 直人（たまこし なおと、1952年 - ）は、日本の編集者、出版事業家。株式会社WAVE出版の創業者。

## 来歴
大学卒業後、出版社に勤務。雑誌編集部、書籍編集部等勤務を経て、1987年にWAVE出版創立、代表取締役社長に就任（～2018年）。
たった一人で船出したWAVE出版は「1冊の本は読者の人生を変える力をもつ」を理念に、新人のデビュー作を重要視し、社会、文芸、実用、ビジネスなど幅広い分野の書籍を世に送り出している。10万部を超えるヒット作に『片づけられない女たち』、『借りてはいけない』、『ずっと彼氏がいないあなたへ』、『28歳からのリアル』、『そうか、君は課長になったのか。』など。2010年には「石井ゆかり (占星術師)の12星座シリーズ」が120万部突破、『働く君に贈る25の言葉』が36万部を突破する。2012年、WAVE出版は25周年を迎え、新たに児童書部門を立ち上げた。
一人娘をいじめ自殺で亡くした遺族の手記『優しい心が一番大切だよ』（小森美登里著）の出版を契機に、2002年、こどものいじめ問題解決を目指すNPO法人「ジェントルハートプロジェクト」の創立理事となり、生徒・先生たちへ向けた講演活動や研究・学習活動、一般に向けた音楽イベント開催などを行なっている。また、大正14年創立の社会人の生涯教育を推進する財団法人社会教育協会の理事なども務める。